# Командное чемпионство IWGP в полутяжёлом весе
Командное чемпионство IWGP в полутяжёлом весе (яп. IWGPジュニアタッグ王座) — является командным чемпионским титулом по рестлингу, которым владеет японский рестлинг-промоушн New Japan Pro-Wrestling (NJPW). IWGP — это аббревиатура руководящего органа NJPW, Международного гран-при по рестлингу (англ. International Wrestling Grand Prix). Титул был представлен 8 августа 1998 года. Является одним из двух командных титулов в NJPW, наряду с командным чемпионством NJPW. За титул борются рестлеры полутяжёлого веса, весовой лимит на титул — 100 кг (220 фунтов) на партнера.